# 甲斐萬里江
甲斐 萬里江（かい まりえ、1935年8月11日 - ？ ）は、日本の英国演劇学者、翻訳家。早稲田大学名誉教授。

## 略歴
中国生まれ。本名・北見 麻里。
青山学院大学文学部英文科卒。早稲田大学大学院博士課程満期退学。早大文学部助教授、教授。2001年退任、名誉教授。
1998年『五輪の薔薇』で日本翻訳出版文化賞受賞。英米演劇、アイルランド文学専攻。

## 翻訳

### 北見麻里 名義
- 『彩られた顔』（ジーン・スタッブス、ハヤカワ・ポケットミステリー） 1976
- 『泉の園』（シルヴィア・ウォーレス、早川書房） 1978

#### 「ジマイマ・ショア」シリーズ
- 『尼僧のようにひそやかに』（アントニア・フレイザー、ハヤカワ・ポケットミステリー） 1978
- 『野生の島』（アントニア・フレイザー、ハヤカワポケットミステリー） 1979
- 『赤い絵は見ている』（アントニア・フレイザー、ハヤカワ・ポケットミステリー） 1983
- 『哀しみのカーテンコール』（アントニア・フレイザー、ハヤカワ・ポケットミステリー） 1985

### 甲斐萬里江 名義
- 『演技について』（ローレンス・オリヴィエ、倉橋健共訳、早川書房） 1989
- 『芝居がかった死』（ロバート・バーナード、早川書房 ハヤカワ・ポケットミステリ） 1990
- 『フール・フォア・ラブ サム・シェパード戯曲集』（安井武共訳、テアトロ） 1990
- 『五輪の薔薇』上・下（チャールズ・パリサー、早川書房） 1998、のちハヤカワ文庫（全5巻） 2003
- 『シング選集 紀行編 アラン島 ほか』（ジョン・M.シング、村田薫, 安藤文人, 石井富美枝共訳、監修、恒文社） 2000
- 「哀しみのディアドラ」（シング、恒文社、『シング選集 戯曲編 海へ騎りゆく者たち ほか』） 2002
- 『アマデウス』（ピーター・シェーファー、倉橋健共訳、ハヤカワ演劇文庫） 2020

#### ピーター・トレメイン
- 『アイルランド幻想 ゴシック・ホラー傑作集』（ピーター・トレメイン、光文社文庫） 2005
- 『蜘蛛の巣』上・下（ピーター・トレメイン、創元推理文庫） 2006
- 『幼き子らよ、我がもとへ』上・下（ピーター・トレメイン、創元推理文庫） 2007
- 『修道女フィデルマの叡智 修道女フィデルマ短編集』（ピーター・トレメイン、創元推理文庫） 2009
- 『蛇、もっとも禍し』上・下（ピーター・トレメイン、創元推理文庫） 2009
- 『修道女フィデルマの洞察 修道女フィデルマ短編集』（ピーター・トレメイン、創元推理文庫） 2010
- 『死をもちて赦されん』（ピーター・トレメイン、創元推理文庫） 2011
- 『サクソンの司教冠 (ミトラ)』（ピーター・トレメイン、創元推理文庫） 2012
- 『修道女フィデルマの探求 修道女フィデルマ短編集』（ピーター・トレメイン、創元推理文庫） 2012
- 『翳深き谷 修道女フィデルマ』上・下（ピーター・トレメイン、創元推理文庫） 2013
- 『消えた修道士 修道女フィデルマ』上・下（ピーター・トレメイン、創元推理文庫） 2015
- 『修道女フィデルマの挑戦　修道女フィデルマ短編集』（ピーター・トレメイン、創元推理文庫） 2017

## 論文
- ＜甲斐萬里江